# Dobrușa
Dobrușa è un comune della Moldavia situato nel distretto di Șoldănești di 1.541 abitanti al censimento del 2004.

## Località
Il comune è formato dall'insieme delle seguenti località (popolazione 2004):
- Dobrușa (792 abitanti)
- Recești (392 abitanti)
- Zahorna (357 abitanti)